# 愛情差錯腳
《愛情差錯腳》（英語：Intolerable Cruelty）是一部2003年美國浪漫喜劇片，由柯恩兄弟編劇兼執導，喬治·克隆尼和凱薩琳·麗塔-瓊絲主演。該片於2003年10月10日在美國上映，所獲口碑以正面居多。

## 演員
- 喬治·克隆尼 飾 Miles Massey
- 凱薩琳·麗塔-瓊絲 飾 Marylin Hamilton Rexroth Doyle Massey
- 傑佛瑞·洛許 飾 Donovan Donaly
- 塞德里克·凱爾斯 飾 Gus Petch
- 愛德華·赫馬恩 飾 Rex Rexroth
- 李察·傑金斯 飾 Freddy Bender
- 比利·鮑伯·松頓 飾 Howard D. Doyle

## 外部連結
- 官方网站
- 互联网电影数据库（IMDb）上《Intolerable Cruelty》的资料（英文）
- AllMovie上《Intolerable Cruelty》的资料（英文）
- Box Office Mojo上《Intolerable Cruelty》的資料（英文）
- 爛番茄上《Intolerable Cruelty》的資料（英文）
- Metacritic上《Intolerable Cruelty》的資料（英文）